# روبن غراي (سياسي)
روبن غراي (بالإنجليزية: Robin Gray)‏ هو فلاح وسياسي نيوزلندي، ولد في 2 يوليو 1931 ببورغ في المملكة المتحدة. حزبياً، نشط في الحزب الوطني في نيوزيلندا. وقد انتخب عضو مجلس النواب نيوزيلندا.